# Киевский съезд (1231)
Киевский съезд (1231) — княжеский съезд смоленских Ростиславичей и черниговских Ольговичей 6 апреля 1231 года в Киеве, приуроченный к поставлению Кирилла на ростовскую епископскую кафедру. Лаврентьевская летопись, повествующая о съезде, умалчивает о его решениях.
Хронологически съезд последовал за заключением династического брака между старшим сыном Юрия Всеволодовича владимирского Всеволодом и дочерью Владимира Рюриковича киевского (1230). По мнению Костомарова Н. И., Владимир Рюрикович киевский стал союзником Даниила сразу вслед за осадой Каменца (1228). Однако, в съезде принимали участие только княжеские линии, силы которых вместе осаждали Каменец: в съезде не участвовали ни волынские Романовичи, ни суздальские Юрьевичи.
В съезде участвовали:
- Михаил черниговский с сыном Ростиславом (3-летним);
- Мстиславичи Мстислав, Ярослав и Изяслав (по версии Горского А. А. будущий Изяслав киевский);
- Ростислав Борисович (возможно, сын Мстислава-Бориса Романовича) и др.

После съезда Михаил потерпел неудачу в борьбе за новгородское княжение в пользу Ярослава Всеволодовича (осада Серенска, 1231) и включился в борьбу за Киев, тогда Владимир Рюрикович киевский за помощь в обороне Киева передал Торческ Даниилу Романовичу (а тот — сыновьям Мстислава Удатного). После чего произошёл разрыв между Владимиром Рюриковичем (главой рода смоленских Ростиславичей), с одной стороны, и его старшими племянниками Святославом (взял Смоленск в 1232 году) и Изяславом (союзник Михаила, претендовал на Киев и выгнал Владимира Рюриковича из него в 1235 году).